# Бібліотека української літератури
«Бібліотека української літератури» (скорочено БУЛ; з 1982) — книжкова серія видань класичної та нової української літератури видавництва «Наукова думка». Планувалася як систематизоване наукове видання найкращих творів видатних українських письменників у двох категоріях — «Дожовтнева українська література» та «Радянська українська література». В незалежній Україні назви категорій було змінено.
Виходить з 1982.

## Дожовтнева українська література
1. Іван Котляревський 1982, 320 с. djvu-версія [Архівовано 17 березня 2013 у Wayback Machine.]
2. Григорій Квітка-Основ'яненко 1982, 544 с. djvu-версія [Архівовано 17 березня 2013 у Wayback Machine.]
3. Марко Вовчок 1983, 640 с. djvu-версія [Архівовано 17 березня 2013 у Wayback Machine.]
4. Українська література XVIII ст. 1983, 696 с. web-версія [Архівовано 25 травня 2012 у Wayback Machine.] djvu-версія [Архівовано 17 березня 2013 у Wayback Machine.]
5. Григорій Сковорода 1983, 544 с. djvu-версія [Архівовано 17 березня 2013 у Wayback Machine.]
6. Петро Гулак-Артемовський, Євген Гребінка 1984, 608 с. djvu-версія [Архівовано 17 березня 2013 у Wayback Machine.]
7. Анатолій Свидницький 1985, 576 с. djvu-версія [Архівовано 17 березня 2013 у Wayback Machine.]
8. Степан Руданський 1985, 640 с. djvu-версія [Архівовано 17 березня 2013 у Wayback Machine.]
9. Юрій Федькович 1985, 576 с. djvu-версія [Архівовано 17 березня 2013 у Wayback Machine.]
10. Іван Нечуй-Левицький, т. 1 1986, 640 с. djvu-версія [Архівовано 17 березня 2013 у Wayback Machine.]
11. Іван Нечуй-Левицький, т. 2 1986, 640 с. djvu-версія [Архівовано 17 березня 2013 у Wayback Machine.]
12. Леся Українка, т. 1 1986, 608 с. djvu-версія [Архівовано 17 березня 2013 у Wayback Machine.]
13. Леся Українка, т. 2 1987, 728 с. djvu-версія [Архівовано 17 березня 2013 у Wayback Machine.]
14. Українські поети-романтики 1987, 592 с. djvu-версія [Архівовано 17 березня 2013 у Wayback Machine.]
15. Марко Черемшина 1987, 448 с. djvu-версія [Архівовано 17 березня 2013 у Wayback Machine.]
16. Українська література XVII ст. 1987, 608 с. web-версія [Архівовано 21 липня 2012 у Wayback Machine.] djvu-версія [Архівовано 17 березня 2013 у Wayback Machine.]
17. Михайло Старицький 1987, 576 с. djvu-версія [Архівовано 17 березня 2013 у Wayback Machine.]
18. Степан Васильченко 1988, 600 с. djvu-версія [Архівовано 17 березня 2013 у Wayback Machine.]
19. Михайло Коцюбинський, т. 1 1988, 584 с. djvu-версія [Архівовано 17 березня 2013 у Wayback Machine.]
20. Михайло Коцюбинський, т. 2 1988, 496 с. djvu-версія [Архівовано 17 березня 2013 у Wayback Machine.]
21. Архип Тесленко 1988, 480 с. djvu-версія [Архівовано 17 березня 2013 у Wayback Machine.]
22. Українська література XIV—XVI ст. 1988, 600 с. web-версія [Архівовано 25 травня 2012 у Wayback Machine.] djvu-версія [Архівовано 17 березня 2013 у Wayback Machine.]
23. Ольга Кобилянська 1988, 672 с. djvu-версія [Архівовано 17 березня 2013 у Wayback Machine.]
24. Панас Мирний, т. 1 1988, 752 с. djvu-версія [Архівовано 9 грудня 2014 у Wayback Machine.]
25. Панас Мирний, т. 2 1989, 640 с. djvu-версія [Архівовано 9 грудня 2014 у Wayback Machine.]
26. Українська новелістика кінця XIX — початку XX ст. 1989, 688 с. djvu-версія [Архівовано 17 березня 2013 у Wayback Machine.]
27. Іван Карпенко-Карий 1989, 608 с. djvu-версія [Архівовано 17 березня 2013 у Wayback Machine.]
28. Марко Кропивницький 1990, 608 с. djvu-версія [Архівовано 17 березня 2013 у Wayback Machine.]
29. Володимир Самійленко 1990, 608 с. djvu-версія [Архівовано 17 березня 2013 у Wayback Machine.]
30. Олександр Кониський 1990, 641 с. djvu-версія [Архівовано 17 березня 2013 у Wayback Machine.]
31. Борис Грінченко, т. 1, 1990 djvu-версія [Архівовано 17 березня 2013 у Wayback Machine.]
32. Борис Грінченко, т. 2, 1991 djvu-версія [Архівовано 17 березня 2013 у Wayback Machine.]
33. Іван Франко, т. 1, 1991, 665 с. djvu-версія [Архівовано 29 листопада 2014 у Wayback Machine.]

## Радянська українська література
1. Ярослав Галан 1983, 592 с. djvu-версія [Архівовано 9 грудня 2014 у Wayback Machine.]
2. Остап Вишня 1984, 560 с. djvu-версія [Архівовано 17 березня 2013 у Wayback Machine.]
3. Юрій Яновський 1984, 576 с. djvu-версія [Архівовано 17 березня 2013 у Wayback Machine.]
4. Петро Панч 1985, 576 с. djvu-версія [Архівовано 17 березня 2013 у Wayback Machine.]
5. Іван Ле 1986, 672 с. djvu-версія [Архівовано 17 березня 2013 у Wayback Machine.]
6. Андрій Головко, т. 1 1986, 576 с. djvu-версія [Архівовано 17 березня 2013 у Wayback Machine.]
7. Андрій Головко, т. 2 1986, 704 с. djvu-версія [Архівовано 17 березня 2013 у Wayback Machine.]
8. Олександр Довженко 1986, 712 с. djvu-версія [Архівовано 17 березня 2013 у Wayback Machine.]
9. Юрій Смолич 1987, 752 с. djvu-версія [Архівовано 17 березня 2013 у Wayback Machine.]
10. Андрій Малишко 1988, 736 с. djvu-версія [Архівовано 17 березня 2013 у Wayback Machine.]
11. Іван Кочерга 1989, 736 с. djvu-версія [Архівовано 17 березня 2013 у Wayback Machine.]
12. Олександр Гаврилюк, Степан Тудор 1989, 608 с. djvu-версія [Архівовано 17 березня 2013 у Wayback Machine.]
13. Олександр Корнійчук 1989, 608 с. djvu-версія [Архівовано 17 березня 2013 у Wayback Machine.]
14. Іван Сенченко 1990, 664 с. djvu-версія [Архівовано 17 березня 2013 у Wayback Machine.]
15. Валер'ян Підмогильний 1991, 790 с. djvu-версія [Архівовано 17 березня 2013 у Wayback Machine.]

## Видання БУЛ в незалежній Україні
1. Олесь Гончар, т. 1, 1993, 631 с.
2. Олесь Гончар, т. 2, 1993, 640 с.
3. Пантелеймон Куліш, т. 1, 1994, 749 с. djvu-версія [Архівовано 18 лютого 2020 у Wayback Machine.]
4. Пантелеймон Куліш, т. 2, 1994, 763 с. djvu-версія [Архівовано 8 січня 2020 у Wayback Machine.]
5. Микола Хвильовий, 1995, 813 с.djvu-версія [Архівовано 7 липня 2020 у Wayback Machine.]
6. Микола Вороний, 1996, 704 с. pdf-версія [Архівовано 16 квітня 2025 у Wayback Machine.]
7. Богдан Лепкий, т.1, 1997, 846 с. djvu-версія [Архівовано 9 грудня 2014 у Wayback Machine.]
8. Богдан Лепкий, т.2, 1997, 696 с. djvu-версія [Архівовано 9 травня 2021 у Wayback Machine.]
9. Борис Антоненко-Давидович, т. 1, 1999, 744 с. djvu-версія [Архівовано 11 вересня 2024 у Wayback Machine.]
10. Борис Антоненко-Давидович, т. 2, 1999, 656 с. djvu-версія [Архівовано 16 квітня 2025 у Wayback Machine.]
11. Володимир Сосюра, т. 1, 2000, 648 с. djvu-версія [Архівовано 17 березня 2013 у Wayback Machine.]
12. Володимир Сосюра, т. 2, 2000, 552 с. djvu-версія [Архівовано 17 березня 2013 у Wayback Machine.]
13. Людмила Старицька-Черняхівська, Вибрані твори. 2001, 848 с. djvu-версія [Архівовано 9 травня 2021 у Wayback Machine.]